# Million Dollar Baby
Million Dollar Baby är en amerikansk film från 2004 i regi av Clint Eastwood. Filmen hade svensk premiär den 8 april 2005.

## Handling
Den åldrade boxningstränaren Frankie Dunn (Clint Eastwood) började som en skicklig "cut man", med uppgift att sy ihop trasiga boxare så att matcherna kan fortsätta. Som tränare har han under sitt liv tränat upp många professionella boxare. Hans gyllene regel som han lär ut till sina adepter är att alltid skydda sig själva. Han vägrar låta någon komma honom nära inpå livet efter att för länge sedan förlorat kontakten med sin dotter och inte får förlåtelse för det han gjort. Hans enda vän och tidigare adept Eddie "Scrap" Dupris (Morgan Freeman) hjälper honom att driva den nedgångna träningslokalen Hit Pit. Frankie är sedan många år tyngd av skulden av att han borde ha stoppat Scraps sista match då dennes öga gick förlorat.
En dag kommer Maggie Fitzgerald (Hilary Swank) in till gymmet. Hon är 31 år, kommer från en fattig familj och har under hela sin uppväxt fått höra att hon är white trash och inte duger någonting till. Men hon är envis och har siktet inställt på att bli en framgångsrik boxare och vill ha den buttre Frankie som tränare. Han vägrar först då han menar att hon är för gammal och att han för den delen inte tränar kvinnor. Maggie envisas och han ger till slut med sig. Maggie är en fokuserad, passionerad naturbegåvning och lär sig snabbt. De båda trivs ihop, Maggie blir som en andra dotter för Frankie, ett substitut för den dotter han förlorat.

## Rollista (urval)
- Clint Eastwood - Frankie Dunn
- Hilary Swank - Margret "Maggie" Fitzgerald
- Morgan Freeman - Eddie "Scrap" Dupris
- Mike Colter - Big Willie Little
- Anthony Mackie - Shawrelle Berry
- Michael Peña - Omar
- Jay Baruchel - Danger Barch

## Om filmen
Handlingen är baserad på novellen Cutman av F.X. Toole som ingår i novellsamlingen Million dollar baby: berättelser från ringhörnan (ISBN 91-85183-15-6).

### Priser
Filmen vann fyra Oscars vid Oscarsgalan 2005 och nominerades till ytterligare tre. Den vann pris för Bästa film, Bästa regi (Clint Eastwood), Bästa manliga biroll (Morgan Freeman) och Bästa kvinnliga huvudroll (Hilary Swank). Den belönades även med två Golden Globe.

### Kritik
Filmen har av olika intresseföreningar för handikappades rätt i samhället, anklagats för att ge budskapet att det är bättre att dö än att leva som invalid. En förklarande orsak är att Eastwood tidigare varit i blåsväder under sin tid som borgmästare i Carmel, Kalifornien. Då stämdes han för att ha underlåtit att inrätta handikappanpassade toaletter och sedan dess anser vissa att Clint Eastwood systematiskt diskriminerar handikappade personer, och att filmen gjorts i detta syfte. Eastwood förnekar den påstådda avsikten - han menar att filmen bara berättar en historia och han spelar en roll. Han distanserar sig också från sina tidigare rollfigurers handlingar genom att säga "I've gone around in movies blowing people away with a .44 magnum. But that doesn't mean I think that's a proper thing to do".